# Listă de masoni români
Această pagină este o listă de masoni români notabili.

## A
- Florian Aaron, (1805-1887), istoric, profesor și publicist[1]
- Vasile Alecsandri (1821 - 1890), poet, dramaturg, folclorist, om politic, ministru, diplomat, academician[2]
- Nicu Alifantis. Loja Nomine Mircea Sion[3]
- Constantin I. Angelescu (1869 - 1948), politician, medic și profesor universitar român, reformator al școlii românești în perioada interbelică[4]
- Constantin Argetoianu (1871 - 1952), om politic și prim-ministru al României[2]
- Gheorghe Asachi, (1788 - 1869) poet, prozator și dramaturg[2]

## B
- Eugen Barbu (1924 - 1993) jurnalist, pamfletar, polemist, publicist, romancier, scenarist și om politic[5]
- Radu Bălănescu (născut în 1963) medic pediatru, chirurg ortoped pediatru [6]—Mare Maestru al Marii Loji Naționale din România [7][8]
- Nicolae Bălcescu (1819 — 1852), istoric, scriitor și revoluționar[2]
- Horia Nestorescu-Bălcești, ziarist și muzeograf, renumit pentru lucrările publicate de istorie a masoneriei române[necesită citare]
- Simion Bărnuțiu (1808 - 1864), om politic, istoric, filozof[9]
- George-Valentin Bibescu (1880 - 1941), celebru pilot[2]
- Vladimir Boantă ( 1908 - 2005), General de Cavalerie și avocat [10]
- Dimitrie Bolintineanu, (1819-1872), poet, om politic, diplomat[11]
- Cezar Bolliac (1813 - 1881), fruntaș al revoluției din 1848, poet liric protestatar, gazetar[2]

## C
- Dimitrie Cantemir (1673 - 1723), Domn al Moldovei[4]
- Eugeniu Carada ( (1836 – 1910), economist politic și scriitor român.(Craiova)
- Ion Câmpineanu, politician, membru al Partidului Național Liberal [necesită citare]
- Eugen-Ovidiu Chirovici, Mare Maestru al Marii Loje Naționale din România[3]
- Nicolae D. Cocea (1880 - 1949), avocat, scriitor, jurnalist și publicist [necesită citare]
- Miron Cristea[2] (1868 - 1939), teolog, primul patriarh al Bisericii Ortodoxe Române
- Alexandru Ioan Cuza[2] (1820 - 1873), domnitor al Principatelor Unite

## D
- Carol Davila[2] (1828 - 1884), medic și farmacist
- Bucura Dumbravă (1868 - 1926), prozatoare română.[12]

## E
- Victor Eftimiu (1889 - 1972) poet, dramaturg, academician [necesită citare]
- Manolache Costache Epureanu (1820 - 1880), Prim-ministru al României[13]

## F
- Nicolae Filimon (1819 - 1865), prozator [necesită citare]
- Christian Flechtenmacher (1785 - 1843), jurist[14]
- Sever Frențiu (1931 - 1997), pictor și scenograf[3]

## G
- Nicolae Gane (1838 - 1916), scriitor și om politic, membru titular al Academiei Române[15]
- Mircea Gheordunescu (n. 1947), fizician, fost director adjunct al SRI.[16]
- Ion Ghica (1816 - 1897), prim-ministru al României de cinci ori [17]
- Octavian Goga (1881 - 1938), poet, politician și prim-ministru al României[necesită citare]
- Alexandru G. Golescu, Prim-ministru al României (1870)[necesită citare]
- Dinicu Golescu (1771 - 1830), boier și cărturar [necesită citare]
- Iordache Golescu (1768 - 1848), cărturar și om de stat[necesită citare]
- Ștefan Golescu (1809 - 1874), prim-ministru al României[necesită citare]
- Dimitrie Gusti (1880 - 1955) filosof, sociolog și estetician [18]

## H
- Samuel Hahnemann (1755 - 1843), medic român de origine germană [necesită citare]
- Pan Halippa (1883 - 1979), publicist și om politic basarabean[19]
- Spiru Haret (1851 - 1912), matematician [necesită citare]
- Bogdan Petriceicu Hasdeu (1838 - 1907), scriitor și filolog [necesită citare]
- Horia Hulubei (1896-1972) , academician și fizician[20]

## I
- Ion Inculeț (1884-1940), om politic basarabean[19]
- George Ioanid (1840-1921), pictor[14]

## K
- Mihail Kogălniceanu (1817 - 1891), om politic de orientare liberală [necesită citare]

## L
- Gheorghe Lazăr (1779 - 1823), pedagog, teolog și inginer[13]
- Dan Amedeo Lăzărescu (1918 - 2002) scriitor[necesită citare]
- Ștefan Lupașcu (1900 - 1988) filosof[necesită citare]

## M
- Agepsina Macri (1885 –  1961), actriță română[12]
- Gheorghe Magheru (1802 - 1880) om politic [necesită citare]
- Titu Maiorescu (1840 - 1917) critic literar, filosof și om politic [necesită citare]
- Constantin Mavrocordat (1711 - 1769) domnitor în Țara Românească și Moldova[19]
- Nicolae Mavrocordat (1680 – 1730) domnitor al Moldovei[4]
- Ion Minulescu (1881 - 1944) poet și prozator [2]
- Constantin Moroiu (1837 - 1918) ofițer al Armatei Regale[4]
- Alexandru Moruzi (1750 - 1807) domnitor în Moldova și Țara Românească[14]
- Eftimie Murgu (1805 - 1870) jurist, om politic [necesită citare]

## N
- Costache Negri (1812 - 1876) scriitor, om politic [necesită citare]
- Costache Negruzzi (1808 - 1868) om politic și scriitor [necesită citare]
- Iacob Negruzzi (1842 - 1932) scriitor, dramaturg, critic literar [necesită citare]
- Tudorel Nițulescu (n ?) (Mare Maestru al Marii Loji Naționale a României) [21][22][23][24][25]
- Mihail Noradunghian[4]  Comandor al Supremului Consiliu.  În 1937 a sistat activitatea masoneriei de frica legionarilor.
- Stelian Nistor Suveranul Mare Comandor al Ritului Scoțian Antic și Acceptat din România cu începere din 2015 [26]

## P
- Alexandru Paleologu[2] (1919 - 2005) diplomat și om politic
- Ion Pangal (1893 - 1950) publicist, ziarist și om politic[4]
- Anastase Panu (1810 - 1867) om politic [necesită citare]
- Constantin Octavian Petruș profesor universitar [necesită citare]
- Ștefan Péterfi (1906 - 1978) botanist [necesită citare]
- Cristian Popescu Piedone[27]
- Florian Pittiș[28][29] (1943 - 2007) actor, interpret de muzică folk
- Ioan Piuariu-Molnar (1749 - 1815) medic[necesită citare]
- Petrache Poenaru (1799 - 1875) pedagog, inventator, inginer [necesită citare]
- Vasile Pogor (1833 - 1906) om politic [necesită citare]
- Eufrosin Poteca (1786 - 1858) teolog[14]
- Emilian Pake-Protopopescu (1845 - 1893), fost primar al Bucureștiului

## R
- Mihai Ralea (1896 - 1964) eseist, filosof, om politic[30]
- Ion Heliade Rădulescu (1802 - 1872), scriitor, filolog și om politic[2]
- Constantin Daniel Rosenthal[2] (1820 - 1851) pictor și revoluționar
- C. A. Rosetti[2] (1816 - 1885) om politic
- Alecu Russo[2] (1819 - 1859) poet, prozator
- Petre Roman (Prim Ministru al României între anii 1990-1991)[necesită citare]

## S
- Mihail Sadoveanu (1880 - 1961), scriitor, povestitor, nuvelist, romancier, academician și om politic [2]
- Valentin Sava, (1895 — 1950), medic legist criminalist
- Virgiliu Stoenescu economist[3]
- Alexandru Sturdza (1791 - 1854), publicist rus și diplomat de origine română[2]
- Dimitrie A. Sturdza, (1833 — 1914), academician, om politic român[2]
- Mihai Suțu, (1730 - 1803) domnitor în Țara Românească și Moldova[14]

## Ș
- Barbu Știrbei (1799 - 1869) domnitor în Țara Românească[30]

## T
- Christian Tell[2] (1808 - 1884) politician și general
- Viorel Tilea (1896 - 1972) politician și diplomat[4]
- Nicolae Titulescu[2] (1882 - 1941) diplomat și om politic
- Dimitrie-Doru Todericiu (1921 - 2008)  scriitor, istoric și cercetător[31]

## U
- Ioan T. Ulic[32]
- Serafim Urechean[33][34]
- Vasile Ursu Nicola, cunoscut ca Horea, (1731 - 1785), unul din conducătorii răscoalei țărănești de la 1784. Membru al Lojii „Adevărata concordie“.[4]

## V
- Alexandru Vaida Voievod (1872 - 1950), om politic[4]
- Radu Vasile (Prim-ministru al României între anii 1998-1999)
- Anton Velini (1812 - 1873), pedagog[14]
- Traian Vuia (1872 - 1950), inventator, pionier al aviației mondiale[2]

## Z
- Duiliu Zamfirescu[2] (1858 - 1922) scriitor

## Vezi și
- Francmasonerie
- Istoria francmasoneriei în România
- Listă de masoni
- Lista lojilor masonice din România
- Listă de masoni moldoveni
- Marea Lojă Națională a României